# Disperis fayi
Disperis fayi är en orkidéart som beskrevs av Dariusz Lucjan Szlachetko och Kowalk. Disperis fayi ingår i släktet Disperis och familjen orkidéer. Inga underarter finns listade i Catalogue of Life.